# Piazza Santo Spirito

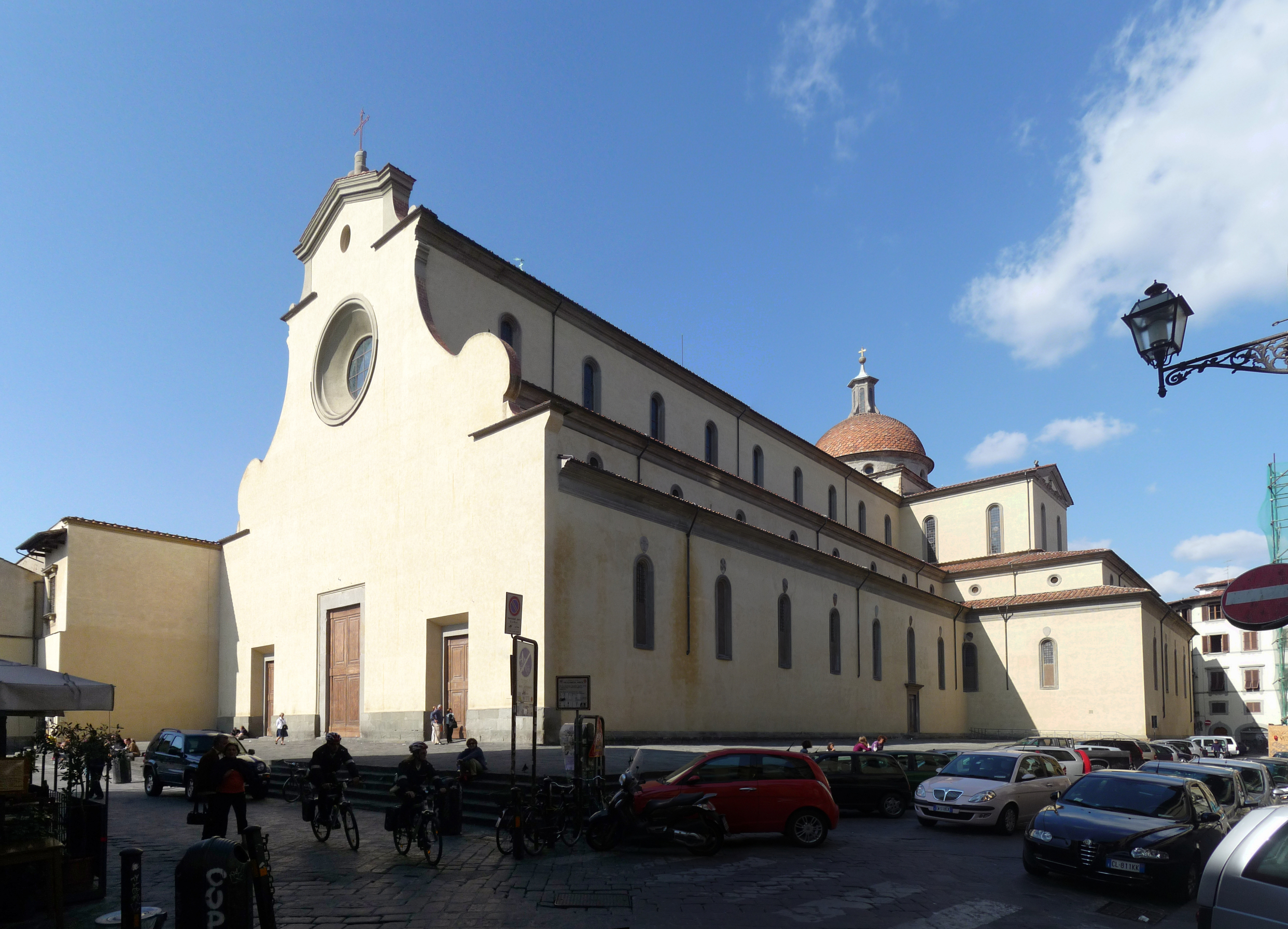
Vista de la Piazza Santo Spirito con la iglesia.

La Piazza Santo Spirito es una plaza situada en el barrio de Oltrarno de Florencia, Italia. Esta plaza se creó en el siglo XIII para acoger a la multitud que aistía a las oraciones de los agustinianos, dueños de la Basílica del Santo Spirito, al igual que otras plazas situadas delante de importantes edificios religiosos. Sede frecuente de mercados y mercadillos (cada mañana se celebra uno diario, mientras que los fines de semana se celebran otros), está llena de restaurantes y locales nocturnos, tiendas artesanas y estudios de artistas.

## Edificios

### La Basílica del Santo Spirito y el Cenáculo
La plaza está dominada por la basílica del Santo Spirito, de la que recibe su nombre, de estilo renacentista. Fue la última obra importante de Filippo Brunelleschi, que aquí, solo dos años antes de su muerte, quiso realizar nuevos experimentos arquitectónicos, que fueron ejecutadas solo en parte por sus sucesores en la dirección de las obras. Esta iglesia perteneció durante siglos a la orden de los agustinianos. A la izquierda de la fachada se accede al pequeño museo de la Fondazione Romano, situado en el cenáculo o cenacolo del Santo Spirito. Una parte del convento original forma parte actualmente de la sede del Distrito Militar de Florencia, situada en la esquina noroeste de la plaza. La importancia de la iglesia creció rápidamente, y a finales del siglo XIII el ayuntamiento compró las casas situadas delante de ella para derribarlas y crear una plaza que fue durante muchos años la más grande de la ciudad.

### Palazzo Guadagni

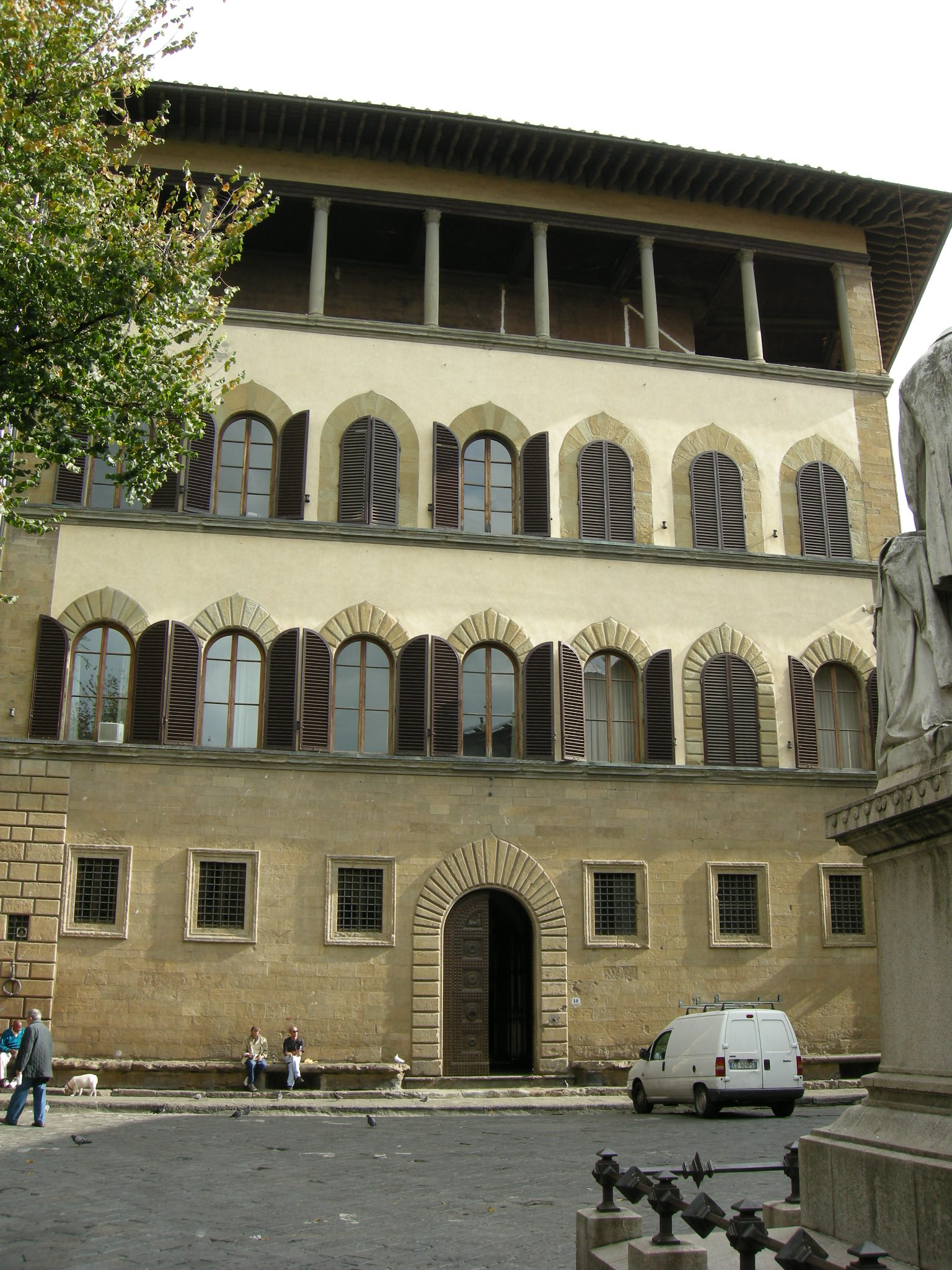
El Palazzo Guadagni.

Entre los numerosos edificios del siglo XV que rodean la plaza, destaca en la esquina sudeste el palazzo Guadagni, construido por Cronaca para la familia Dei en torno a 1505, que presenta una logia en la última planta, una característica entonces innovadora que fue copiada por numerosos otros palacios nobiliarios de la ciudad. Las ventanas tienen particulares cornisas con claves con forma de gota. Antiguamente la primera y la segunda planta estaban decoradas con pinturas blancas sobre fondo negro, obra de Andrea del Sarto, pero lamentablemente se han perdido. En 1914 se inauguró en la planta baja la primera biblioteca municipal de Florencia, dedicada a Pietro Thouar, que se trasladó en 2015 al complejo de las leopoldinas en la Piazza Tasso.

## Decoración de la plaza

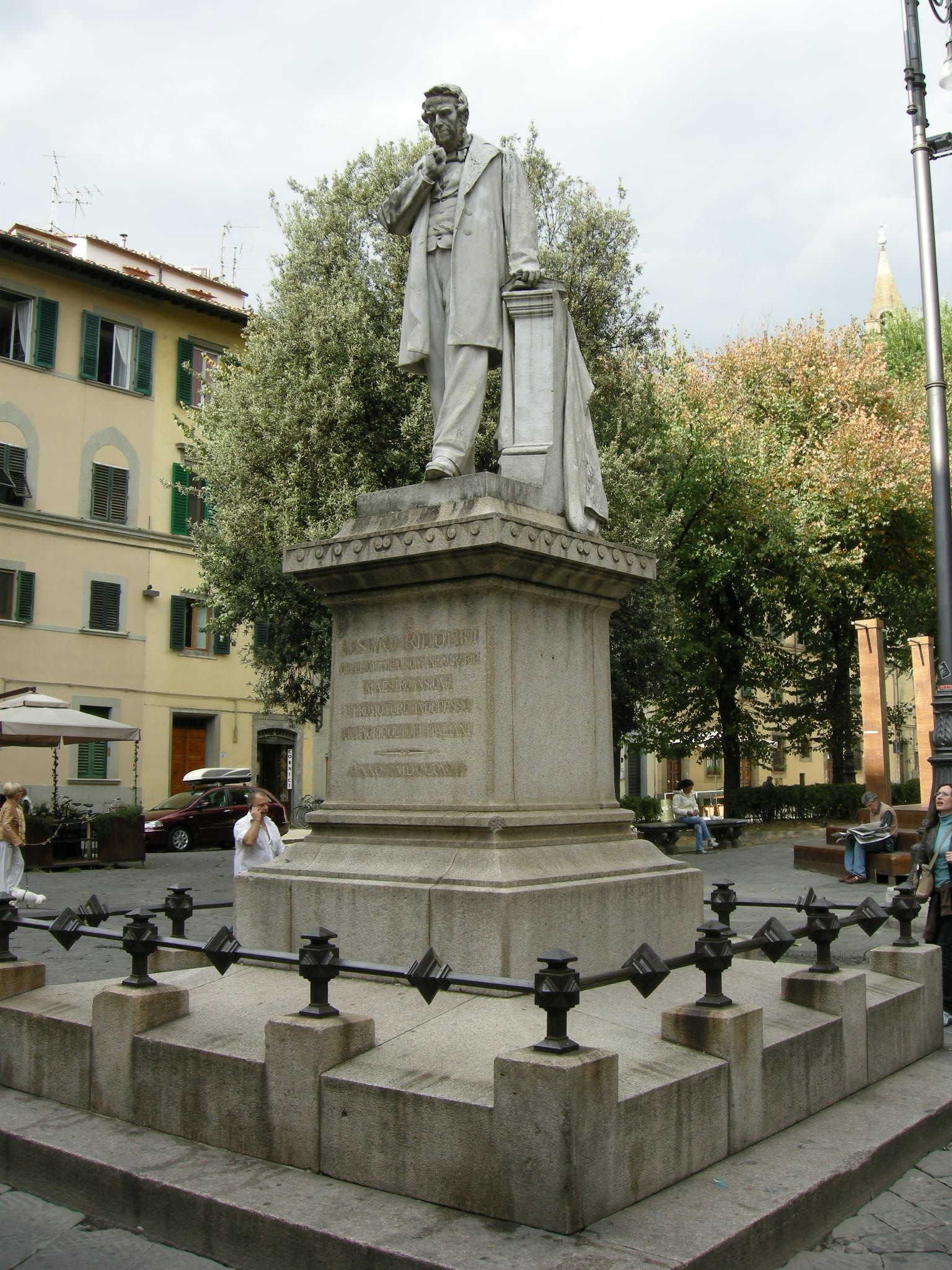
Estatua de Cosimo Ridolfi.

La fuente data de 1812, cuando el arquitecto de la corte granducal Giuseppe del Rosso la trasladó del primer claustro del convento del Santo Spirito al centro de la plaza. En 1556 ya se había construido una primera fuente, al lado del cenáculo, pero en el siglo XIX fue demolida junto con toda la pared sobre la que se apoyaba, que en su interior contenía el precioso cenáculo de Orcagna.
La fuente que se puede contemplar actualmente en la plaza tiene una gran cuenca octogonal de pietra serena, con un elemento vertical de mármol en su centro (desde el cual cae el chorro de agua) moldeado con elegancia y dos cuencas concéntricas más pequeñas. En el lado frontal a la iglesia se encuentra un estanque exterior, usado como abrevadero, que tiene una luneta decorada por un bajorrelieve de la cabeza de Medusa, de la cual sale el agua.
En 1869, en pleno risanamento, toda la plaza fue pavimentada y allí se construyó un jardín, que sería destruido en 1938 con ocasión de la visita de Hitler a la ciudad y que sería reconstruido en la posguerra con su estado actual, con parterres más pequeños para el mercado y los eventos que se realizan en la plaza.
Data de 1898 el monumento al agrónomo Cosimo Ridolfi, fundador de la Accademia dei Georgofili, obra de Raffaello Romanelli, colocado en el extremo sur. En 1976 se pavimentó de nuevo el centro de la plaza con piedras antiguas. Desde 1987 la plaza está cerrada al tráfico y en 1999 se fortaleció la iluminación nocturna con ocasión de un proyecto para el Jubileo de 2000.

### Los tabernáculos
En la esquina con la Via del Presto di San Martino hay un pequeño tabernáculo barroco que tiene una estatuilla de la Madonna de tiza enmarcada por volutas, restaurado en 1998. A los pies de la estatua está representado el escudo de la familia Vettori-Capponi, antigua propietaria del palacio sobre el cual se encuentra el tabernáculo. Hay un segundo tabernáculo en la esquina con la Via delle Caldaie, en el palacio de la familia Dati, que representa una Virgen con el Niño, copia de una obra del Palazzo Pitti. A principios del siglo XX aquí estaba colocado un bajorrelieve de estuco del siglo XV del mismo tema, que desapareció y fue sustituido con la imagen actual en 1909.

## Fiestas

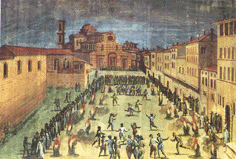
Giovanni Stradano, Festa popolare in Piazza Santo Spirito, Palazzo Vecchio, Sala di Gualdrada.

La Piazza Santo Spirito, como las otras grandes plazas florentinas situadas delante de las iglesias de las órdenes mendicantes (Piazza Santa Croce, Piazza Santa Maria Novella...), ha sido desde la Edad Media uno de los lugares de la ciudad dedicados a la celebración de fiestas, juegos y eventos.
En particular, por su papel de centro de la vida religiosa, económica y social del barrio de Oltrarno, la plaza, además de albergar eventos de la ciudad, ha alojado siempre las fiestas relacionadas con el barrio. Entre estas, la más importante era la festa di San Rocco, patrón de Oltrarno, que caía el 16 de agosto y se celebraba sirviendo la cena en la plaza a los habitantes de la zona y a sus huéspedes.
También se celebraba aquí la importante feria de San Martino, dedicada a los tejidos de lana, que también se extendía por la vecina Via Maggio.
Una tradición que se ha conservado hasta nuestros días es la de la plaza como lugar de intercambio: alberga cotidianamente el mercadillo del barrio y con frecuencia mensual mercados de artesanía y de antigüedades. Desde hace treinta años, el tercer domingo de cada mes se realizan las Fierucoline, mercado de productos agrícolas biológicos producidos en la zona de Florencia y de artesanía natural tradicional.